# Teatr Wielki (Poznań)

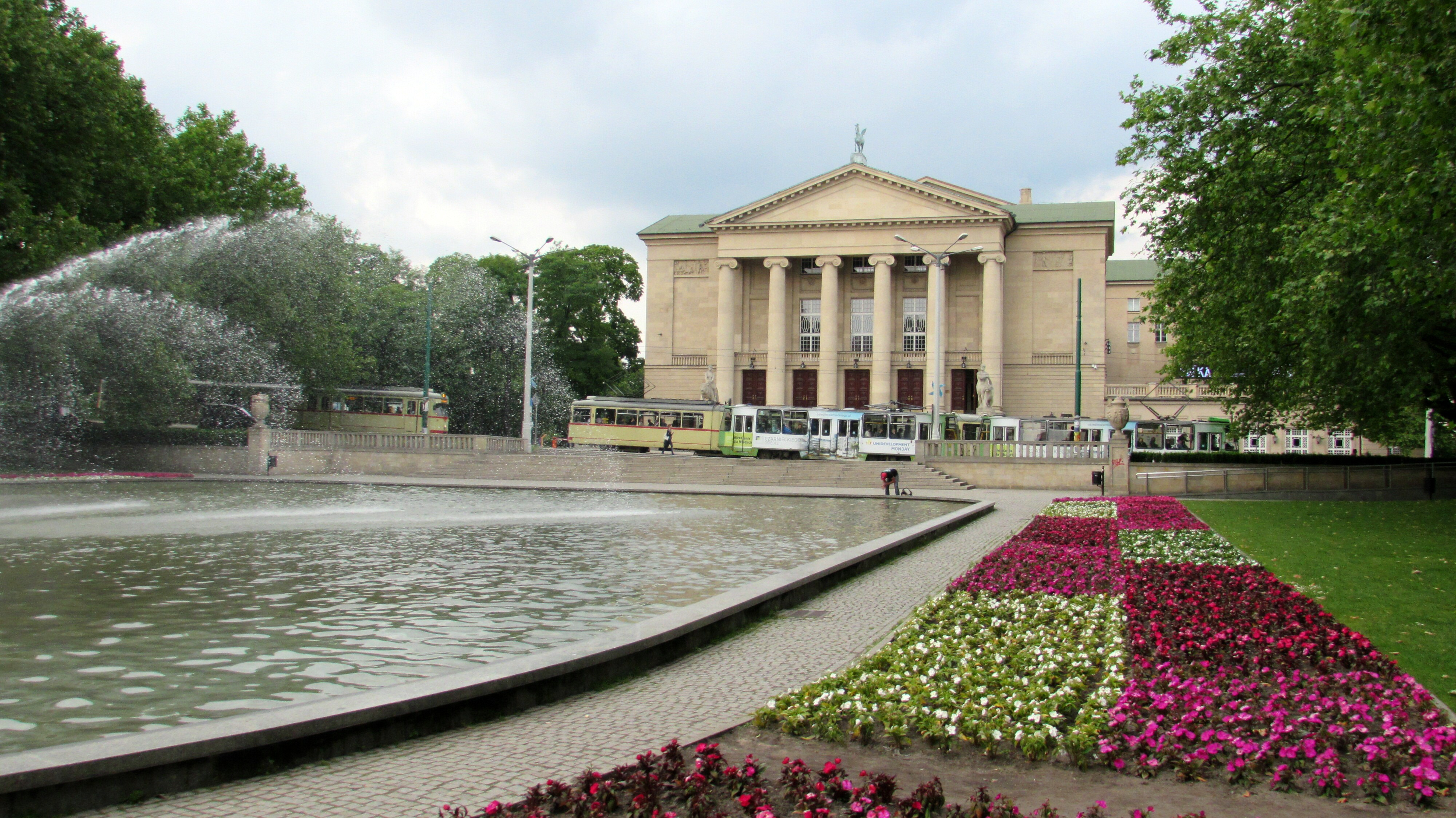
Ansicht 2015

Das Teatr Wielki im. Stanisława Moniuszki (Großes Theater „Stanisław Moniuszko“) ist das wichtigste Musiktheater in Poznań (Posen) in Polen. Es wurde 1910 als Deutsches Stadttheater erbaut.

## Geschichte

### 1910–1919

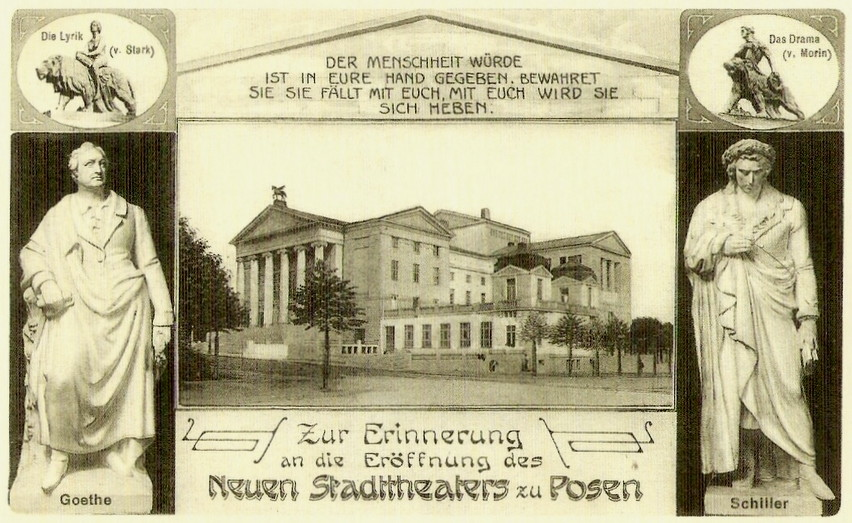
Stadttheater, 1910

Von 1908 bis 1910 erbaute der Münchener Architekt Max Littmann ein neues Gebäude für das Posener Stadttheater (das vorher am Wilhelmplatz lag). Es wurde 1910 mit Mozarts Die Zauberflöte eingeweiht. Direktor war Franz Gottscheid. Danach wurden vor allem Opern von Richard Wagner gespielt, außerdem weitere Opern, Operetten und Schauspiele.

### 1919–1939
Im Sommer 1919 kam das Stadttheater unter polnische Leitung. So fand am 31. August 1919 dank der Bemühungen des Bürgermeisters Jarogniew Drwęski die feierliche Eröffnung des Polnischen Operntheaters statt, bei der bedeutende polnische Kulturvertreter wie Kornel Makuszyński, Bolesław Gorczyński, Emil Młynarski, Zenon „Miriam“ Przesmycki, Felicjan Szopski, Michał Tarasiewicz anwesend waren. Die Schriftstellerin Gabriela Zapolska schickte ein Telegramm mit dem Inhalt „Glücklich, stolz und voller Hoffnung gehe ich heute zusammen mit euch unter das Dach unseres Musiktheaters, dessen Türen für uns jahrelange geschlossen und für unsere liebste Kunst versperrt waren…“, das verlesen wurde.
Das Eröffnungsstück war die Oper Halka von Stanisław Moniuszko unter der Leitung von Adam Dołżycki. Bei diesem historischen Ereignis waren Józefina Zacharska (Halka), Franciszek Bedlewicz (Jontek), Liliana Zamorska (Zofia), Augustyn Wiśniewski (Janusz), Karol Urbanowicz (Stolnik), Jan Popiel (Dziemba), Gabriel Górski (Dudarz), Stanisław Drabik (Góral) beteiligt. Diese Oper entwickelte sich danach zur Lieblingsoper der polnischen Bevölkerung der Stadt und wurde häufig aufgeführt.
Später fand hier auch die Uraufführung von Feliks Nowowiejskis Legendy Bałtyku und Konstanty Gorskis Margier statt sowie die polnische Premiere von Karol Szymanowskis Pantomimen-Ballett Harnasie.

### 1939–1945

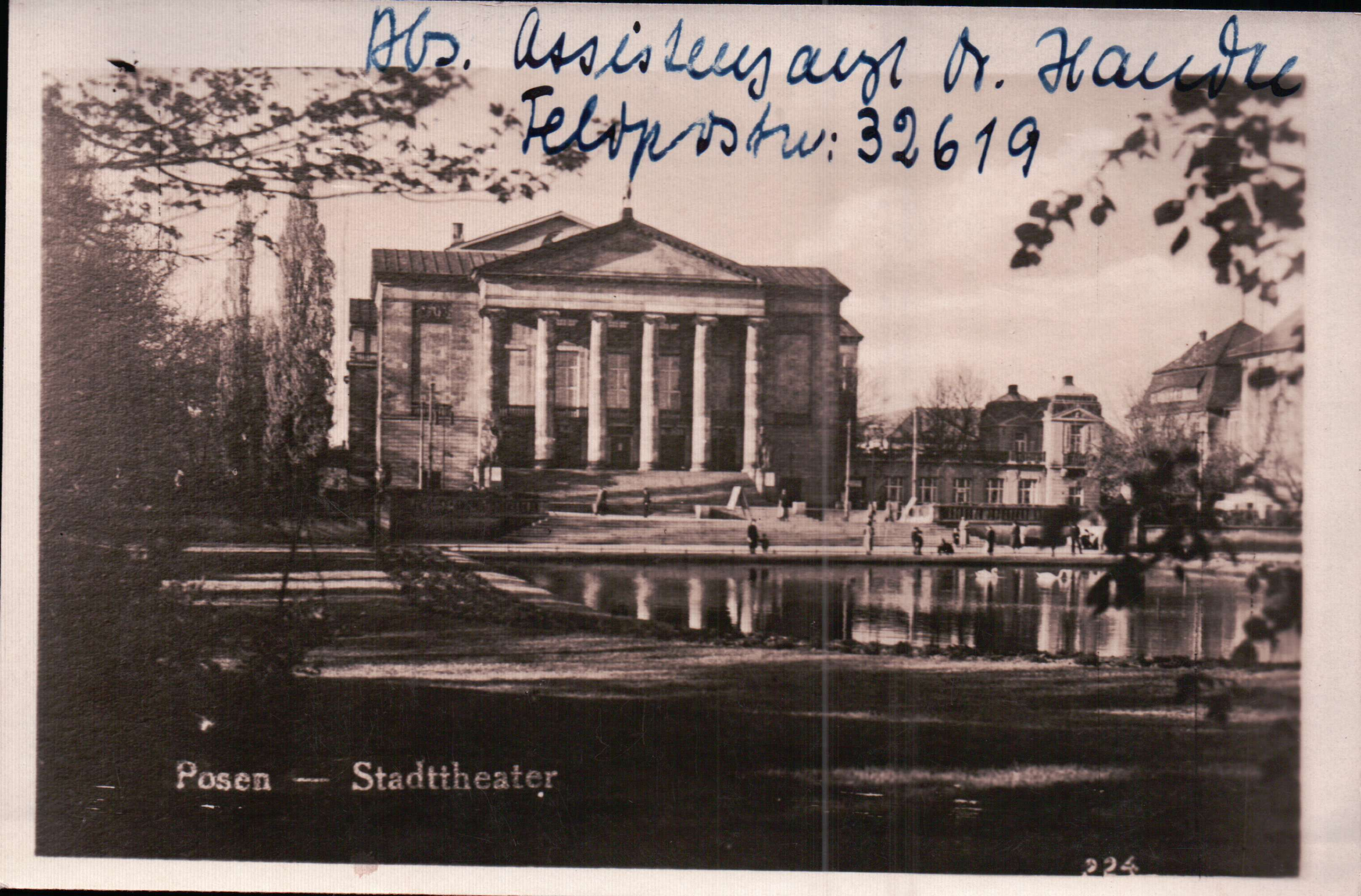
Reichsgautheater Posen, Großes Haus (um 1940)

Während der Kriegsjahre 1940 bis 1945 wurde das Stadttheater zum Großen Haus und das bisherige Polnische Theater zum Kleinen Haus des „Reichsgautheater Posen“ vereinigt.
In dem Theater fanden auch politische Veranstaltungen statt.

### 1945–1990
Bei den Kämpfen 1945 blieb das Haus von größeren Schäden verschont, obwohl es der deutsche Stützpunkt war.
Danach befanden sich dort  bis zum 23. Februar 1945 in den oberen Stockwerken die sowjetischen Artillerie-Kommandeure. In den Kellern stationierten sie Militärgerät.
Am 2. Juni 1945 begann die Oper wieder ihren offiziellen Theaterbetrieb. Sie war das erste Opernhaus im Nachkriegspolen, das seine künstlerischen Aktivitäten wieder aufnahm (mit Krakowiacy i Górale von Karol Kurpiński). Im Publikum saß damals Edmund Zalewski, der polnische Minister für Kultur. Die Posener Oper verzeichnete schließlich 76 Aufführungen vor ausverkauftem Haus.
Seit 1949 ist die Posener Oper als Teatr Wielki nach dem polnischen Komponisten Stanisław Moniuszko benannt.

### Seit 1990
Während der Jahre 2006 bis 2011 wurden mit Hilfe europäischer Fördermittel ca. 7 Mio. Euro in die Modernisierung des Posener Teatr Wielki investiert, wobei die Publikumsbeschallung, Bühnenbeleuchtung, das Brandschutzsystem und der Zugang für Behinderte sowie die technische Ausstattung im Orchestergraben und im Tonstudio erheblich modernisiert wurde.
Vom 31. August 1919 bis zum Ende der Spielsaison 2014/15 waren im größten Musiktheater Posens 713 Premieren realisiert worden. Während der Jahre 2001 bis 2009 publizierte das Teatr Wielki auch die Opernzeitschrift Operomania, deren Chefredakteur Prof. Jarosław Mianowski war.
Künstlerischer Leiter ist derzeit Gabriel Chmura.

## Architektur

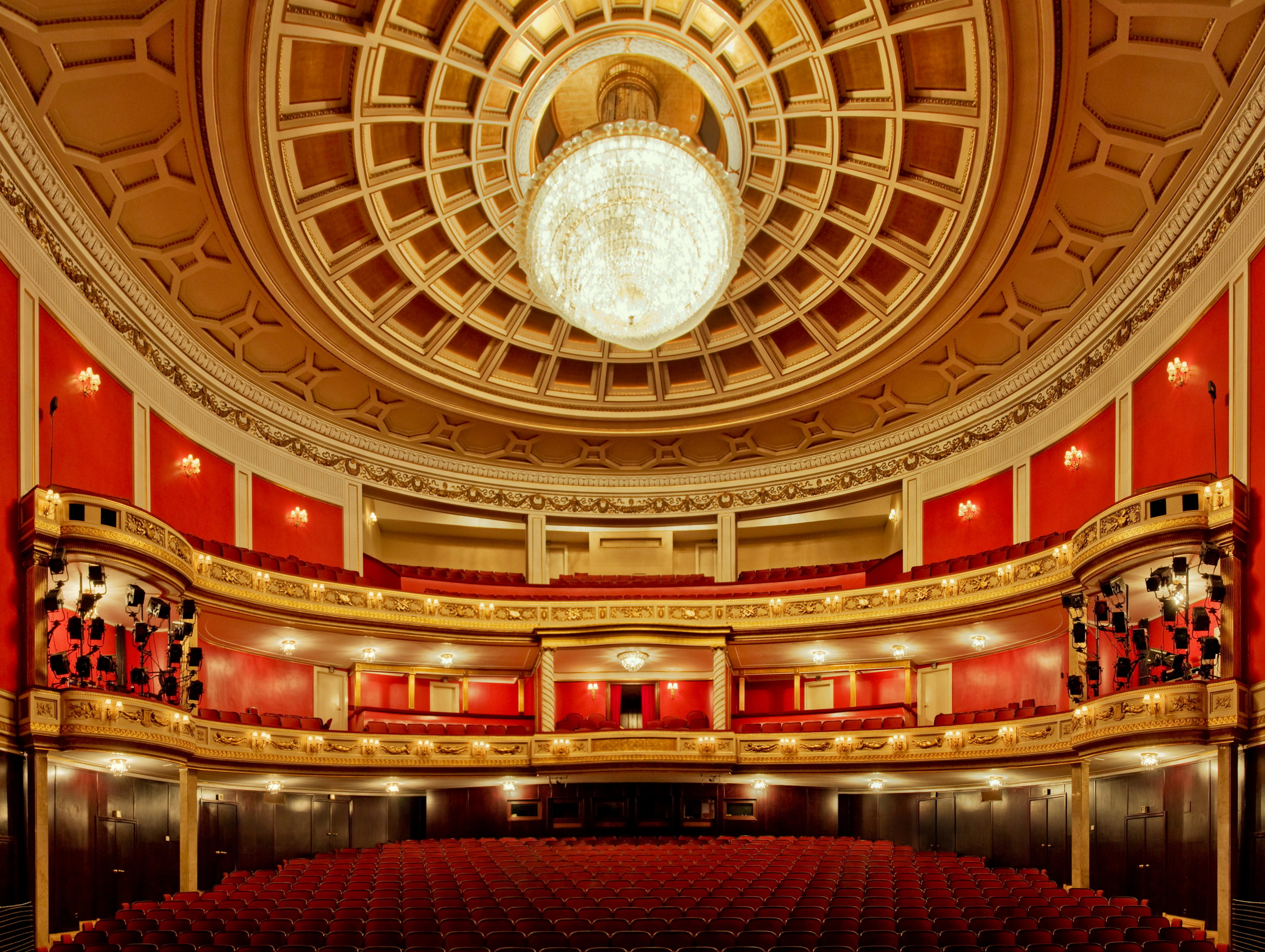
Zuschauerraum des Teatr Wielki, 2008

Der Architekt Max Littmann, der als Spezialist für Theaterbauten galt, entwarf das Gebäude im neoklassizistischen Stil. Die nach Süden gerichtete Hauptfassade wird von dem großen Portikus über der breiten Freitreppe dominiert. Das Tympanon über den sechs großen ionischen Säulen schmückt ein Pegasos. Ursprünglich befand sich auf dem Tympanon auch noch ein Zitat des Dichters Friedrich Schiller (Der Menschheit Würde ist in eure Hand gegeben. Bewahret sie! Sie fällt mit euch! Mit euch wird sie sich heben!), das 1919 gleich nach der Übernahme des Theaters durch die polnischen Behörden entfernt wurde. Zwei den Portikus flankierende Skulpturen symbolisieren literarische Gattungen: links die Frau auf einem Löwen als Allegorie der Lyrik (von Bildhauer Constantin Starck) und rechts der Mann mit einem vor sich laufenden Panther als Allegorie des Dramas (von Bildhauer Georges Morin).
Östlich schließt sich an die Hauptfassade ein Pavillon an, in dem sich ursprünglich ein Restaurant befand. An der Westseite des Theaters liegt der besondere Eingang für Kaiser Wilhelm II. oder andere Mitglieder des Kaiserhauses.
Der Brunnen gegenüber dem Teatr Wielki ist architektonisch ein Teil des Theaterkomplexes und die direkte Erweiterung des Pegasus-Symbols. Von einem Hufschlag des Pegasos entspringt die Quelle Hippokrene, die den Musen heilig war, denn der Genuss ihres Wassers förderte die Genialität der Dichter.
Im Theatergebäude befinden sich das aufwändig dekorierte Foyer und andere sehenswerte Räume. Der ebenfalls prachtvoll ausgestattete Zuschauerraum bietet Platz für 858 Personen.

## Theaterdirektoren
- 1910–1919: Franz Gottscheid
- 1919–1920: Adam Dołżycki
- 1920–1922:
- 1922–1929: Piotr Stermicz-Valcrociata
- 1929–1933: Zygmunt Wojciechowski
- 1933–1939: Zygmunt Latoszewski
- 1941–1943: Karl Peter Heyser
- 1945–1948: Zygmunt Latoszewski, Zygmunt Wojciechowski, Zdzisław Górzyński
- 1948–1949: Zygmunt Wojciechowski, Zdzisław Górzyński
- 1949–1953: Walerian Bierdiajew
- 1954–1963: Zdzisław Górzyński
- 1963–1969: Robert Satanowski
- 1969–1972: Mieczysław Nowakowski
- 1972–1978: Jan Kulaszewicz
- 1978–1992: Mieczysław Dondajewski
- 1992–1995: Władysław Radomski
- 1995–2009: Sławomir Pietras
- 2009–2012: Michał Znaniecki
- seit 2012: Renata Borowska-Juszczyńska